# Christian Klein (Pharmazeut)
Christian D. P. Klein (* 16. Juni 1971) ist ein deutscher Pharmazeut, Hochschullehrer und Geschäftsführender Direktor des Instituts für Pharmazie und Molekulare Biotechnologie.

## Leben
Klein studierte Pharmazie an der Universität Bonn und der ETH Zürich.
Nach dem Pharmaziepraktikum (u. a. bei der Bayer AG), dem Wehrdienst und einem Auslandsaufenthalt an der University of Illinois at Chicago promovierte er als Stipendiat der Konrad-Adenauer-Stiftung im Fach Pharmazeutische Chemie an der Universität Bonn. Die Dissertation wurde von Ulrike Holzgrabe und Anton J. Hopfinger betreut. Für die Dissertation erhielt er den Scheele-Preis der Deutschen Pharmazeutischen Gesellschaft.
Von 2000 bis 2001 war er Post-Doc an der Universität des Saarlandes. Nach der Aufnahme in das Emmy-Noether-Programm der Deutschen Forschungsgemeinschaft war er von 2001 bis 2003 als Post-Doc an der ETH Zürich, und von 2003 bis 2007 wieder als Nachwuchsgruppenleiter an der Universität des Saarlandes tätig. In diesem Zusammenhang vertrat er zeitweise das Fach Pharmazeutische Chemie an der ETH Zürich und der Universität des Saarlandes.
Im Jahr 2007 erhielt er zwei Rufe auf W3-Professuren. Den Ruf an die Universität Heidelberg nahm er an und ist dort seit 2007 Professor für Pharmazeutische Chemie mit dem Schwerpunkt Medizinische Chemie im Institut für Pharmazie und Molekulare Biotechnologie.
Sein Arbeitsgebiet ist die Entdeckung und Entwicklung neuer Wirkstoffe. Er hat besonderes Interesse an kovalent an das Target bindenden Molekülen, z. B. Derivaten von Fumagillin. Solche Wirkstoffe besitzen einen besonderen Wert in der Therapie von Tumoren und Infektionskrankheiten.

## Publikationen (Auswahl)
- C. Nitsche, A. Schreier, M. A. M. Behnam, A. Kumar, R. Bartenschlager, C. D. Klein: Thiazolidinone–Peptide Hybrids as Dengue Virus Protease Inhibitors with Antiviral Activity in Cell Culture. In: Journal of Medicinal Chemistry. Band 56, 2013, S. 8389–8403.
- C. Nitsche, C. D. Klein: Fluorimetric and HPLC-Based Dengue Virus Protease Assays Using a FRET Substrate. In: Methods in Molecular Biology. Band 1030, 2013, S. 221–236. doi:10.1007/978-1-62703-484-5_18.
- C. Nitsche, M. A. Behnam, C. Steuer, C. D. Klein: Retro peptide-hybrids as selective inhibitors of the Dengue virus NS2B-NS3 protease. In: Antiviral Research. Band 94, 2012, S. 72–79.
- T. Mendgen, C. Steuer, C. D. Klein: Privileged Scaffolds or Promiscuous Binders – A Comparative Study on Rhodanines and Related Heterocycles in Medicinal Chemistry. In: Journal of Medicinal Chemistry. Band 55, 2011, S. 743–753.
- C. Steuer, C. Gege, W. Fischl, K. H. Heinonen, R. Bartenschlager, C. D. Klein: Synthesis and biological evaluation of α-ketoamides as inhibitors of the Dengue virus protease with antiviral activity in cell-culture. In: Bioorganic & Medicinal Chemistry. Band 19, 2011, S. 4067–4074.
- S. Förster, E. Persch, O. Tverskoy, F. Rominger, G. Helmchen, C. D. Klein, B. Gönen, B. Brügger: Syntheses and Biological Properties of Brefeldin Analogues. In: Eur. J. Org. Chem. Band 5, 2011, S. 878–891.
- T. Mendgen, T. Scholz, C. D. Klein: Structure-Activity Relationships of Tulipalines, Tuliposides and Related Compounds as Inhibitors of MurA. In: Bioorg. Med. Chem. Lett. Band 20, 2010, S. 5757–5762.
- M. A. Altmeyer, A. Marschner, R. Schiffmann, C. D. Klein: Subtype-selectivity of metal-dependent methionine aminopeptidase inhibitors. In: Bioorg. Med. Chem. Lett. Band 20, 2010, S. 4038–4044.
- C. Steuer, K. Heinonen, L. Kattner, C. D. Klein: Optimization of Assay Conditions for Dengue Virus Protease: Effect of Various Polyols and Non-Ionic Detergents. In: J. Biomol. Screening. Band 14, 2009, S. 1102–1108.
- S. Ziegler, B. Kronenberger, B. Albrecht, A. Kaul, A. Gamer, C. D. Klein, R. W. Hartmann: Development and Evaluation of a FACS-Based Medium Throughput Assay for HCV Entry Inhibitors. In: J. Biomol. Screening. Band 14, 2009, S. 620–626.
- A. Steinbach, A. J. Scheidig, C. D. Klein: The unusual binding mode of cnicin to the antibacterial target enzyme MurA revealed by X-ray crystallography. In: J. Med. Chem. Band 51, 2008, S. 5143–5148.
- A. Neugebauer, R. W. Hartmann, C. D. Klein: Prediction of protein-protein interaction inhibitors by chemoinformatics and machine learning methods. In: J. Med. Chem. Band 50, 2007, S. 4665–4668.
- Synthesis, biophysical characterization, intramolecular and intermolecular QSAR of cationic-amphiphilic phenylpropylamines. Dissertation. Universität Bonn, 2000.